# 纳米核心
《纳米核心》是一部由心动游戏投资，海岸线动画工作室制作的科幻冒险题材網絡動畫，是心动游戏投资的首部全3D动画。计划中该系列一共会有三季，每季10集，官方网站亦于2013年6月20日上线。故事舞台设在一个完全架空的星球——元星（英語：Birthigin），并围绕着各方阵营的人类以及“亚人”之间的矛盾与争斗展开。第二季在2016年4月8日于乐视动漫独家播出。第三季于2017年8月播出。

## 故事簡介
荒芜的命运沙土，孕育中的希望光芒——元星，一片饱受劫难的土地，“他”给予人们提示，被迫做出抉择。他们，选择了科技、选择了长寿但残缺的进化、选择了延续与革新的文明、高傲的荣誉为他们命名——亚人，两百纪的统治终结之时，战火与灾难接踵而至。

## 登場角色

### 主要角色
瑞·埃達斯
配音：馮駿驊（中国）黃紫藍（香港）
阿薩人，納米裝甲「巴德爾」的持有者。
冰綏新（冰糖心）
配音：張昱 （中国）何璐怡（香港）
故事女主角，爽朗直率的少女，追風部隊的偵查員，代號「糖心」。
出生在米德加爾特的冰家大小姐，冰家為曙光集團管理着曙光軍工，父親任總經理。但是在兒時因為一次意外與家人失散，此後被追風部隊所收養，因此並不清楚自己的實際身世。
諾瓦·芬迪斯
配音：李正翔 （中国）高翰文（香港）
生活在輕度輻射區的變種人，工作是保護村子抵禦四周蓋洛斯的襲擊，擁有操縱火焰攻擊的異能，擅長中距離的攔截術。
米婭·芬迪斯
配音：文曉依 （中国）汪琳（香港）
變種人少女，諾瓦的妹妹，英迪戈能力的繼承者，擁有名為「心網」的精神能力。
羅阻
配音：沈達威 （中国）劉昭文（香港）
聯合軍夏克中隊中的游擊手，擅長狙擊，曾是金蝰蛇部隊成員。
邁克·林貢
聯合軍夏克中隊工程兵，蓋帽小隊的隊長。

### 阿薩人（亞人）
古瑞德·阿特蘭蒂斯
配音：謝添天
庇護區直屬協防軍將軍，白狼部隊隊長。
赫雅·埃達斯
配音：馮駿驊
第三代阿薩人，赫瓦格機關院士，NSP計劃的實行者。
海拉
配音：龜仙人
第三代納米核心持有者，相當於瑞的妹妹，赫瓦格機關NSP計劃的實驗對象。

### 金蝰蛇
羅烈
配音：蘇鑫
金蝰蛇集團總裁。
高金
配音：海帆
金蝰蛇集團名義上的老闆，金蝰蛇集團得力副手之一，羅夏的監護人兼導師。
藍雀
配音：楊鷗
金蝰蛇的專屬科學家，金蝰蛇集團得力副手之一，羅阻的監護人兼導師。
直屬部隊
青龍：暗殺部隊，代表人物：齊巽。
白虎：強襲部隊，代表人物：鏖鯨。
朱雀：爆破部隊，代表人物：闕云。
玄武：狙擊部隊。

## 主題曲
片頭曲《Glimmer（微光）》
填詞：沈病娇
作曲、編曲：kors k
主唱：祈Inory

## 各話列表
| 第一集 | 陶圓圓       | 不適用         | 張涵、楊坤、張馳 李昌霖、虞洋     |
| 第二集 | 陶圓圓       | 夏夢婷         | 李昌霖、張涵 虞洋、張馳           |
| 第三集 | 陶圓圓       | 夏夢婷         | 李昌霖、張涵 虞洋、張馳           |
| 第四集 | 陶圓圓、張涵 | 夏夢婷         | 李昌霖、張涵 虞洋、張馳           |
| 第五集 | 陶圓圓、張涵 | 張涵           | 李昌霖、張涵 虞洋、張馳           |
| 第六集 | 陶圓圓       | 夏夢婷         | 靳子豪、張涵 李昌霖、虞洋         |
| 第七集 | 陶圓圓、徐濤 | 夏夢婷         | 宋雨璇、謝薇霖 鄭恒、虞洋         |
| 第八集 | 陶圓圓、徐濤 | 張涵           | 宋雨璇、謝薇霖 鄭恒、虞洋、王路程 |
| 第九集 | 徐濤         | 夏夢婷         | 宋雨璇、謝薇霖 鄭恒、虞洋、王路程 |
| 第十集 | 徐濤         | 毛思明、夏夢婷 | 宋雨璇、謝薇霖 鄭恒、虞洋、王路程 |

## 參閱
- 納米文(人工語言)